# Dizocylpina
Dizocylpina (łac. Dizolcipinum) – bardzo silny antagonista niewspółzawodniczący receptora NMDA, używany sporadycznie jako lek przeciwdrgawkowy.

## Użycie rekreacyjne
Dizocylpina posiada także działanie psychoaktywne. W dawkach zaledwie 50–100 μg (czyli porównywalnych ze standardowymi dawkami dwuetylowego amidu kwasu lizergowego) powoduje odczucia charakterystyczne dla innych dysocjantów, lecz z bardzo dużą liczbą efektów ubocznych. Działanie dizocylpiny jest dużo dłuższe niż ketaminy, czy fencyklidyny, bardziej przytłaczające, trudniejsze do zapamiętania i mniej atrakcyjne.